# Arcom
Arcom (fostă Antrepriza Română de Construcții-Montaj) București este o societate din domeniul construcțiilor, înființată în anul 1969.
Principalul acționar al companiei este omul de afaceri George Becali, care deține 71% din acțiunile companiei.
A fost una dintre cele mai importante companii de construcții înainte de 1990.
Arcom era înainte de revoluția din 1989 compania românească de construcții cu cele mai multe contracte externe, dar ulterior s-a confruntat cu o scădere puternică a comenzilor din străinătate.
A fost privatizată prin metoda MEBO (Management and employies buyout - cumpărarea de către salariați și directori a acțiunilor companiei) în anul 1995.
Cifra de afaceri:
- 2007: 50 milioane euro[6]
- 2006: 41 milioane euro[7]